# 練習曲 (サン＝サーンス)
練習曲（れんしゅうきょく、フランス語: Étude）は、カミーユ・サン＝サーンスが作曲したピアノ曲。全18曲存在する。

## 概要
作品52、作品111、作品135の3つの曲集にまとめて発表された。練習曲としての目的は、優れたピアニストであったサン＝サーンスの技量を背景に、両手について特定の技巧を集中的に強化するものが多い。特に重音奏法に重点が置かれており、充分な演奏には高度な技巧が必要となる。
音楽的には、折衷主義を自ら標榜したサン＝サーンスらしく、様々な音楽様式が共存している。複数含まれている「前奏曲とフーガ」や作品135の作品群からは、バロック音楽や古典派音楽へのサン＝サーンスの傾倒が窺える。その一方で、リストやショパンの流れにあるロマンティックな曲想や、ドビュッシーに接近した響きも聴くことができる。

## 6つの練習曲 作品52
1877年作曲（第2曲のみ1868年）。各曲はそれぞれ別のピアニストに献呈されている。
第1曲　前奏曲 (Prélude)
コン・ブラヴーラ、ハ長調、4/4拍子。エドゥアール・マルロワ(Édouard Marlois)に献呈。リストの超絶技巧練習曲第1曲を思わせる、即興的なパッセージが絶え間なく続く作品。後半は重音の狭い音域のアルペジオの練習曲となる。
第2曲　各指の独立のために (Pour l'Indépendance des Doigts)
アンダンティーノ・マリンコニコ、イ短調、4/4拍子。ヴィルヘルム・クリューガー(Wilhelm Krüger)に献呈。厚い和音から旋律線(大きな音符で記譜されている)を浮き立たせる練習曲。
第3曲　前奏曲とフーガ (Prélude et Fugue)
アレグロ、ヘ短調、4/4拍子‐アニマート、2/2拍子。アントン・ルビンシテインに献呈。前奏曲は左右交互に三連打される和音の練習曲。フーガは三声で、半音階的な処理を多く含む。
第4曲　リズムの練習曲 (Étude de Rythme)
アンダンティーノ、変イ長調、2/4拍子。コンスタンス・ポンテ(Constance Pontet)に献呈。ウィットに富んだ2:3のクロスリズムの練習曲であり、和音によるもの、拍頭を欠いたもの、片手で弾き分けるものなど様々なパターンが想定されている。
第5曲　前奏曲とフーガ (Prélude et Fugue)
アレグロ・モデラート、イ長調、4/4拍子‐モデラート。ニコライ・ルビンシテインに献呈。前奏曲は六度のトレモロの練習曲。フーガは四声で、前奏曲からとられた主題を用いている。
第6曲　ワルツの形式で (En Forme de Valse)
ムブマン・ド・ヴァルス、変ニ長調、3/4拍子。マリー・ジャエルに献呈。単独のコンサートピースとして演奏される機会も多い。複合三部形式の華やかなワルツで、オクターヴ、同音連打、重音など様々な技巧が要求される。
また、後にウジェーヌ・イザイによって「ワルツ形式の練習曲による奇想曲」（"Caprice d'après l'Etude en forme de Valse de C. Saint-Saëns"）
として、ヴァイオリンとピアノまたは管弦楽のために編曲されている。

## 6つの練習曲 作品111
1899年作曲。作品52同様、各曲が別のピアニストに献呈されている。
第1曲　長三度と短三度 (Tierces Majeures et Mineures)
アレグレット、嬰ト短調、4/4拍子。アルテュール・デ・グレーフに献呈。2-4指と3-5指で行う三度のトリルの練習曲。音形の類似や調性の選択から、ショパンの練習曲Op.25-6を意識したものと考えられる。
第2曲　半音階の奏法 (Traits Chromatiques)
アレグレット、イ短調、3/4拍子。ルイ・リヴォン(Louis Livon)に献呈。五指全てを使う半音階の練習曲であり、極端な指の収縮が求められる。
第3曲　前奏曲とフーガ (Prélude et Fugue)
モデラート・アジタート、変ホ短調、2/2拍子‐モデラート・エスプレッシーヴォ、4/4拍子。シャルル・マレーブに献呈。前奏曲は、常に変化する和音連打の練習曲。フーガは四声で、終結部にはトッカータ風のカデンツァが置かれる。
第4曲　ラス・パルマスの鐘 (Les Cloches de Las Palmas)
アンダンティーノ、嬰ト短調、6/8拍子。クロティルド・クレーベール(Clotilde Kleeberg)に献呈。同音連打を含む急速な音形のための練習曲。繊細なパッセージと和声の取り扱いによって、印象主義音楽に接近している。
第5曲　半音階の長三度 (Tierces majeures chromatiques)
ヴィヴァーチェ、ニ長調、4/4拍子。エドゥアール・リスレルに献呈。題の通り長三度の半音階を徹底的に活用しており、ユーモラスな練習曲だが演奏は難しい。
第6曲　第五協奏曲によるトッカータ (Toccata d'après le Cinquième Concerto)
モルト・アレグロ、ヘ長調、2/4拍子。ラウール・プーニョに献呈。3年前に書かれたピアノ協奏曲第5番のフィナーレを下敷きにして書かれた（曲の構成や音形には細かい相違が多い）もので、爽快な演奏効果を持ち、単独で演奏されることも多い。広い音域のアルペジオや跳躍、両手交互の和音連打などの技巧がふんだんにちりばめられている。

## 6つの左手のための練習曲集 作品135
1912年、右手を故障したカロリン・ドゥ・セール(Caroline de Serres)のために作曲され、ドゥ・セールに献呈されている。二人は以前から親交があり、サン＝サーンスは交響詩「死の舞踏」やカプリース・ワルツ「ウエディング・ケーキ」作品76を献呈している。
様々な語法が見られた作品52、作品111とは異なり、フランソワ・クープランやジャン＝フィリップ・ラモーの作風を模した偽バロック風の、新古典的な組曲として書かれている。ゆえに、テクスチュア、和声ともに非常にシンプルなものである。
モーリス・ラヴェルが「左手のためのピアノ協奏曲」を作曲する際、書法の参考にした作品に含まれていたことで知られる(もっともこの作品は、ラヴェルの作品やレオポルド・ゴドフスキー、アレクサンドル・スクリャービンなどの同じ趣向の作品に比べ、はるかに簡素に書かれている)。
第1曲　前奏曲 (Prélude)
アレグレット・モデラート、ト長調、3/4拍子。急速なアルペジオとスタッカートが交錯する優雅な作品。
第2曲　フーガ風に (Alla fuga)
アレグロ・ノン・トロッポ、ト長調、2/4拍子。軽快な二声のフガート。
第3曲　無窮動 (Molto Perpetuo)
アレグレット、ホ長調、3/8拍子。全曲が単音の16分音符のみによって構成されているが急速なものではなく、「優しく穏やかに、急がずに、とても落ち着いて」(Doux et tranquille, sans vitesse et très également)と指示されている。
第4曲　ブレー (Bourrée)
モルト・アレグロ、ト短調、2/2拍子。スタッカートが効果的な快活な舞曲。ト長調に転じる中間部とコーダにおいては、きわめて長いト音のオルゲルプンクトが現れる。
第5曲　エレジー (Élégie)
ポコ・アダージョ、変ニ長調、3/4拍子。曲集のうち最も演奏時間が長く、また唯一ロマンティックな色彩を強く放つ作品。
第6曲　ジーグ (Gigue)
プレスト、ト長調、3/8拍子。前曲で見せた深い感情を払拭するかのような軽妙な終曲。